# Aclare
Aclare (iriska: Áth an Chláir) är en ort i republiken Irland.   Den ligger i grevskapet Sligo och provinsen Connacht, i den nordvästra delen av landet. Aclare ligger 51 meter över havet och antalet invånare är 309.
Terrängen runt Aclare är platt åt sydost, men åt nordväst är den kuperad. Den högsta punkten i närheten är Lough Arubble, 317 meter över havet, 5,0 km väster om Aclare. Trakten runt Aclare består i huvudsak av jordbruksmark.